# Eugippio
Eugippio (in latino Eugippius; 465 circa – dopo il 533) fu uno scrittore ecclesiastico, autore di un'importante biografia di san Severino. Fu abate ed è venerato come santo dalla Chiesa cattolica e celebrato il 15 gennaio.

## Biografia
Conosciamo molto poco della vita di Eugippio. Nacque probabilmente nell'Africa del Nord. L'interrogativo che ha appassionato maggiormente gli studiosi è se Eugippio abbia conosciuto san Severino, il santo evangelizzatore del Norico, l'attuale Austria. Alcuni giudicano possibile l'incontro, per esempio Váczy ritiene che Eugippio abbia raggiunto Severino all'età di 10 anni, Rajko Bratož pensa che possa aver condiviso gli ultimi dieci anni di vita di san Severino, van Uytfanghe ritiene che l'incontro fra i due possa essere avvenuto poco tempo prima la morte del santo; i più ritengono che Eugippio sia entrato in convento solo dopo la morte di San Severino, avvenuta l'8 gennaio 482. Non si sa se Eugippio abbia partecipato alla traslazione dei resti di San Severino dal Norico in Italia, dapprima nel Montefeltro e poi, sotto il pontificato di papa Gelasio I (492-496), nel Castrum Lucullanum (Pizzofalcone, Napoli) dove Eugippio dapprima eresse un mausoleo e successivamente un monastero di cui fu abate fino alla sua morte. Già alla fine del V secolo consolidò la pratica di copiare i manoscritti antichi pagani.
Attorno al 511 Eugippio scrisse Vita sancti Severini (Vita di San Severino) un documento molto importante nella storia della cultura non solo per le informazioni sulla vita di questo santo importante per l'evangelizzazione dell'Europa, ma anche per le informazioni sulla geografia e le etnie nel confine orientale dell'impero romano d'Occidente nel periodo immediatamente precedente la fine. Di Eugippio ci è rimasta anche un'antologia degli scritti di Sant'Agostino (Excerpta ex operibus Sancti Augustini) preparata per una matrona romana di nome Proba, forse una figlia di Simmaco. Gli sono attribuite anche una Regola, scritta per i suoi monaci, e alcune Lettere indirizzate a eminenti contemporanei (Cassiodoro, Dionigi il Piccolo, Fulgenzio di Ruspe, ecc.).

## Opere
- Eugippii Vita Sancti Severini
- Eugippii Excerpta ex operibus Sancti Augustini
- Eugippii regula

## Culto
È venerato come santo dalla Chiesa cattolica e celebrato il 15 gennaio

## Edizioni delle opere
- D. Eugyppii abbatis africani opera omnia sive thesaurus ex Sancti Augustini ... accessit vita S. Severini Noricorum apostoli cum epistola Eugyppii ad Paschasium diaconum, a cura di Joannis Herold, in Patrologia Latina 62, J. P. Migne (accurante). Paris 1848, coll.549-1200;
- Vita s. Severini, ed. P. Knöll, in Corpus Scriptorum Ecclesiasticorum Latinorum, vol. 9/2, Wien 1886;
- Vita s. Severini, ed. T. R. Mommsen, in MGH Scriptores rerum Germanicarum, vol. 26, Berlin 1898;
- Vita s. Severini, ed. R. Noll, Berlin 1963.
- Eugippe, Vie de Saint Séverin, ed. P. Régerat, in Sources Chrétiennes 374, Paris 1991.
- Eugippio, Vita di Severino, Introduzione, traduzione e note a cura di Armando Genovese, Città Nuova, Roma 2007.
- Eugippio, La regola, introduzione, traduzione e note a cura di Bazyli Degórski e Luciana Mirri, Città Nuova, Roma 2005.
- Eugippio, Opere, Introduzione, traduzione e note a cura di Armando Genovese, Città nuova, Roma-Aquileia 2012 (ISBN 978-88-311-9095-4).